# Lore Doerr-Niessner
Lore Doerr-Niessner (* 15. Januar 1920 in Stuttgart-Cannstatt; † 12. Oktober 1983 in Hardt; geb. Nießner) war eine deutsche Malerin und Bildhauerin.

## Leben

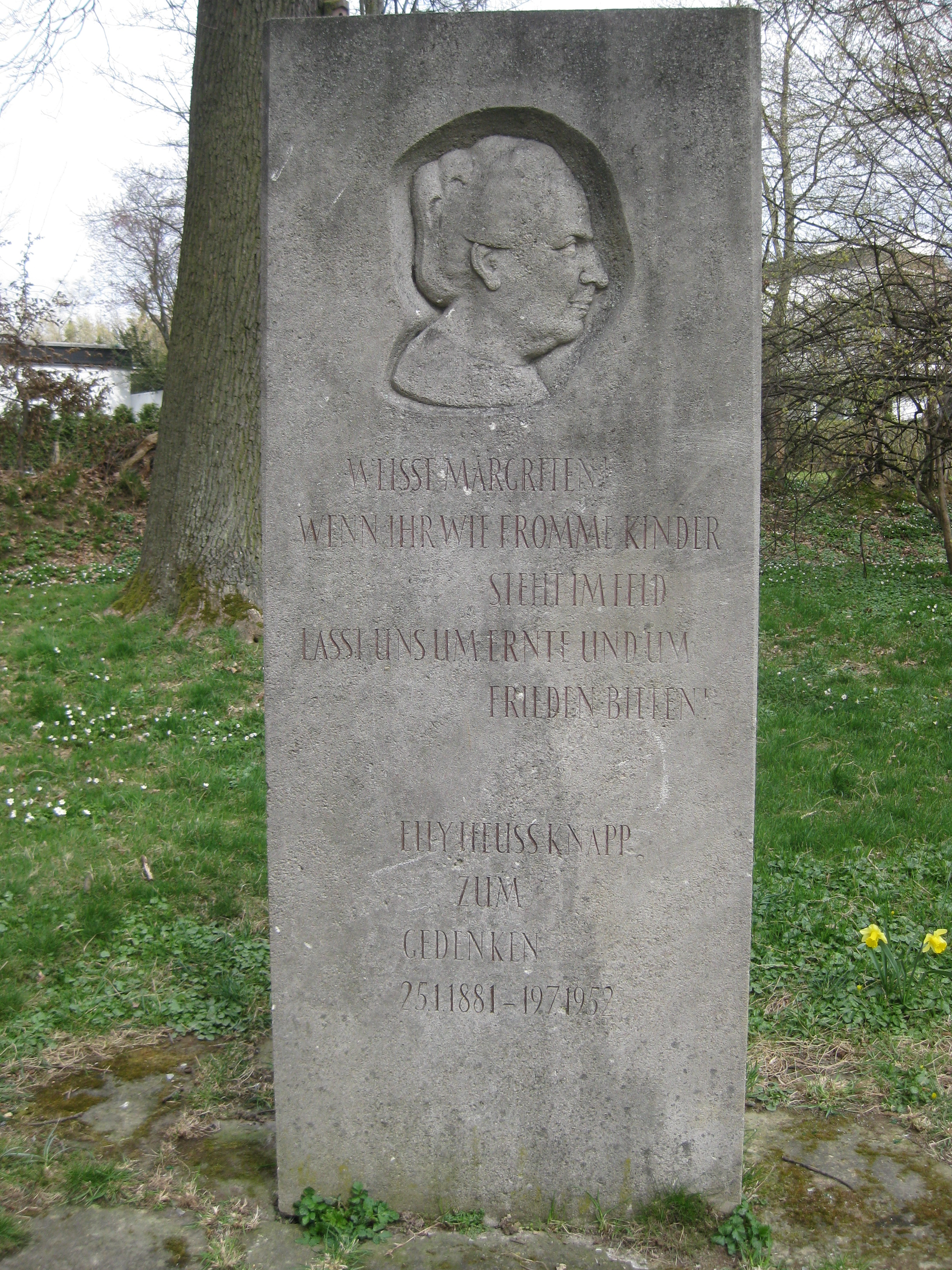
Gedenkstein für Elly Heuss-Knapp mit Porträtrelief von Lore Doerr-Niessner

Lore Doerr-Niessner wurde am 15. Januar 1920 in Stuttgart-Cannstatt geboren. Sie genoss in ihrer Jugend schon früh Unterricht in Klavier, Gesang und Ballett. Sie studierte an der Staatlichen Akademie der Bildenden Künste in Stuttgart und im Kriegsjahr 1942 Philosophie, Mathematik und Architektur an der Universität in Wien. Zu vielen frühen Bilder und Skulpturen aus dieser Zeit schrieb sie Gedichte.
1954 hatte sie ihr erstes Bildhauer-Atelier in Stuttgart. 1955 bezog sie ihr neues Atelier in Hardt bei Nürtingen, um bereits ein Jahr später mit Ida Kerkovius einen mehrwöchigen Arbeitsaufenthalt auf Ischia zu verbringen.
Im Jahr 1968 heiratete sie Guido Doerr und trug von da an den Doppelnamen Doerr-Niessner.
Auf dem Höhepunkt ihres künstlerischen Schaffens erkrankte die Künstlerin an Krebs. Trotz Klinikaufenthalten starb sie am 12. Oktober 1983 in ihrem Atelier in Hardt.

## Werke
- Betonrelief „Jugend - Freiheit“ am Eingang der Graf-Stauffenberg-Kaserne, Sigmaringen (1951)
- Betonrelief am Rathaus in Kirchheim/Teck
- Wandteppich in Stetten am kalten Markt
- Beton-Glasfenster in Strukturglas in der Kreuzkirche, Wiesbaden
- Kirchenfenster in Farbe in der Canisiuskirche, Darmstadt
- Elly-Heuss-Knapp-Denkmal, Sillenbuch
- Betonplastik „Zeitungsleser“, Kirchheim/Teck
- Beton-Wand in der Bonhöffer-Kirche, Nellingen
- Ehrenmal, Wallhausen
- Schneckenbrunnen, Hochwang
- Wandbild-Gestaltung im kleinen Sitzungssaal, Esslingen